# Стрепенюк, Сергей Илларионович
Сергей Илларионович Стрепенюк (18 октября 1912 — 7 января 1961) — командир бронетранспортёра разведывательной роты 6-й гвардейской механизированной бригады (2-й гвардейский механизированный корпус, 46-я армия, 2-й Украинский фронт) гвардии старшина, участник Великой Отечественной войны, кавалер ордена Славы трёх степеней.

## Биография
Родился 18 октября 1912 года в селе Романовка ныне Николаевского района Одесской области Украины в семье крестьянина. Украинец. Образование начальное. Жил в селе Михайловка Запорожской области. Работал бригадиром в колхозе, затем – в потребительской кооперации.
В ноябре 1943 года был призван в Красную Армию Михайловским райвоенкоматом Запорожской области. С этого времени участвовал в боях с захватчиками. Воевал в составе 6-й гвардейской механизированной бригады, был командиром отделения автоматчиков 3-го моторизированного батальона, командиром бронетранспортёра разведывательной роты. 
В боях по уничтожению плацдарма на левом берегу реки Днепр с 31 января по 8 февраля 1944 года у посёлка Великая Лепетиха и села Малая Лепетиха гвардии старший сержант Стрепенюк огнём из автомата вывел из строя 3 огневые точки противника, уничтожил свыше 15 гитлеровцев и 5 взял в плен, захватил станковый пулемёт. Был представлен к награждению орденом Красного Знамени.
Приказом по войскам 4-го Украинского фронта от 15 марта 1944 года гвардии старший сержант Стрепенюк Сергей Илларионович награждён орденом Славы 3-й степени.
В марте 1944 года в бою за село Новогригоровка (Жовтневый район Николаевского района, Украина) гвардии красноармеец Стрепенюк при разведке позиций противника установил количество огневых точек, проходы для пехоты, забросал гранатами вражеский дзот, вывел из строя пулемёт и уничтожил его расчёт. Дал возможность продвижения подразделении вперёд, вывел взвод на передний край обороны противника, выбил врага из траншей и удержал занятый рубеж. Был представлен к награждению орденом Отечественной войны 2-й степени.
Приказом по войскам 3-го Украинского фронта от 29 июня 1944 года (№ 70/н) гвардии красноармеец Стрепенюк Сергей Илларионович награждён орденом Славы 2-й степени.
На завершающем этапе войны, в Венской наступательной операции, гвардии старшина Стрепенюк командовал бронетранспортёром разведывательной роты.
20 марта 1945 года в бою у города Тата (медье Комаром-Эстергом, Венгрия) гвардии старшина Стрепенюк с двумя бойцами проник в расположение противника. Разведчики гранатами уничтожили один пулемётный расчёт и захватили пулемёт, затем разведчики из трофейного оружия расстреляли расчёт ещё одной огневой точки и двоих гитлеровцев захватили в плен. При возвращении в своё расположение разведчики захватили мотоцикл, уничтожив его экипаж, но сами попали под обстрел. Во время боя Стрепенюк был тяжело ранен а его товарищи убиты. Истекая кровью, доставил в штаб бригады пленных, которые дали ценные показания. 
Этим боем и закончился фронтовой путь старшины Стрепенюка. День Победы встретил в госпитале. В декабре 1945 года был демобилизован по инвалидности.
Указом Президиума Верховного Совета СССР от 15 мая 1946 года гвардии старшина Стрепенюк Сергей Илларионович награждён орденом Славы 1-й степени. Стал полным кавалером ордена Славы.
Жил и работал в городе Алупка (Республика Крым). Скончался 7 января 1961 года.

## Награды
- Полный кавалер ордена Славы:
  - орден Славы I степени (15.05.1946)[4];
  - орден Славы II степени (29.06.1944)[5];
  - орден Славы III степени (15.03.1944)[6];
- медали, в том числе:

- - «За победу над Германией в Великой Отечественной войне 1941—1945 гг.» (9 мая 1945[7])

- Знак «25 лет победы в Великой Отечественной войне» (1970)

## Память
- На могиле установлен надгробный памятник
- Его имя увековечено в Главном Храме Вооружённых сил России, и навсегда запечатлено на мемориале «Дорога памяти»